# 友學友95世界巡迴演唱會
友學友95世界巡迴演唱會是香港歌手張學友在1995年8月至1996年6月於世界各地舉行的一次世界巡迴演唱會，演唱會在一年內共舉行整100場，刷新了當時華人歌手舉辦單次演唱會的記錄。演唱會於次年1月3日推出CD，DVD，VCD與錄影帶，並於同年發行臺灣台北站的《情緣十載95友學友台灣巡迴演唱會》的CD與DVD。

## 演唱會模式
該次巡迴演唱會在香港紅磡體育館（紅館）共舉行34場。演唱會舞臺採用多邊形立體化設計，並將樂隊至於舞臺四周，紅館傳統的升降臺則在舞臺中央。在演唱如《屈到病》，《野貓之戀》等勁歌時亦有在舞臺上方設計一個鋼筋製作的方形鐵籠。